# 雪鐵龍C4 Picasso
雪铁龙C4毕加索是由法國先進汽車於2006年推出的两款紧凑型MPV，分为五人座和七人座两款（大C4毕加索）。该车型于2006年8月由法国汽车制造商雪铁龙推出，并于2006年9月在2006年巴黎车展正式发布七座款。在2007年1月5日的日内瓦车展上正式发布了五座版。为了在全球称呼的统一性，七座款又被称为大C4毕加索。这两款车型均使用于雪铁龙C4和标致307相同底盘平台（标致雪铁龙PF2平台）和发动机。这两款紧凑型MPV主要用来替代雪铁龙之前生产的萨拉·毕加索。
大C4毕加索比同等级其他七座紧凑MPV稍大。如马自达5和雷诺大风景，甚至超过一些雪铁龙的早期大型MPV就像雪铁龙Evasion。出于这个原因，一些批评者认为它被归为大型MPV，而不应该因为发动机种类，车辆内部设计和价格划为紧凑型MPV。
气动后悬挂是可作为一种选择配置，这可以使得乘坐更舒适，并安装更大的车窗。在某些市场，此选项仅适用于较高等级的车辆。

## 发动机
- 1.8 L 16气门直4汽油发动机 125PS
- 2.0 L 16气门直4汽油发动机  143PS
- 1.6 L DV6 HDi 柴油发动机 直4 110PS和240Nm
- 2.0 L DW10 HDi 柴油发动机 直4 138PS

## 变速箱
- 4速自动挡
- 5速手动挡
- 6速EGS (Electronic Gearbox System)
- 6速自动挡

## 车款
- LX
- SX
- VTR+
- Comfort (视市场而定)
- Exclusive
- Lounge (英国5座版Picasso)